# Matzingen
Matzingen [ˈmatsiŋən] (im einheimischen Dialekt: [ˈmatsiŋːə]) ist eine politische Gemeinde und eine Ortschaft im Bezirk Frauenfeld des Kantons Thurgau in der Schweiz. Von 1870 bis 2002 war Matzingen eine Einheitsgemeinde.

## Geographie
Das Dorf Matzingen liegt 5 Kilometer südöstlich von Frauenfeld in einer vom Immenberg (schweizerdt.: Imebärg), Altholz-Fuchsbärg, dem Ristenbühl und dem Ruggenbühl umgebenen Mulde, an der Vereinigung des Thunbachs (schweizerdt.: Tuenbach) und der Lauche mit der Murg und der Lützelmurg. Das Gemeindegebiet erstreckt sich im Norden dem Lauf des Thunbachs folgend bis zum Stählibuck (schweizerdt. Stäälibuck). Zur Gemeinde gehören auch die Ortsteile Weierhüsli und Gass sowie die Weiler Ristenbühl, Halingen und Dingenhart.
Matzingen wird von der meterspurigen Frauenfeld-Wil-Bahn erschlossen.

## Geschichte

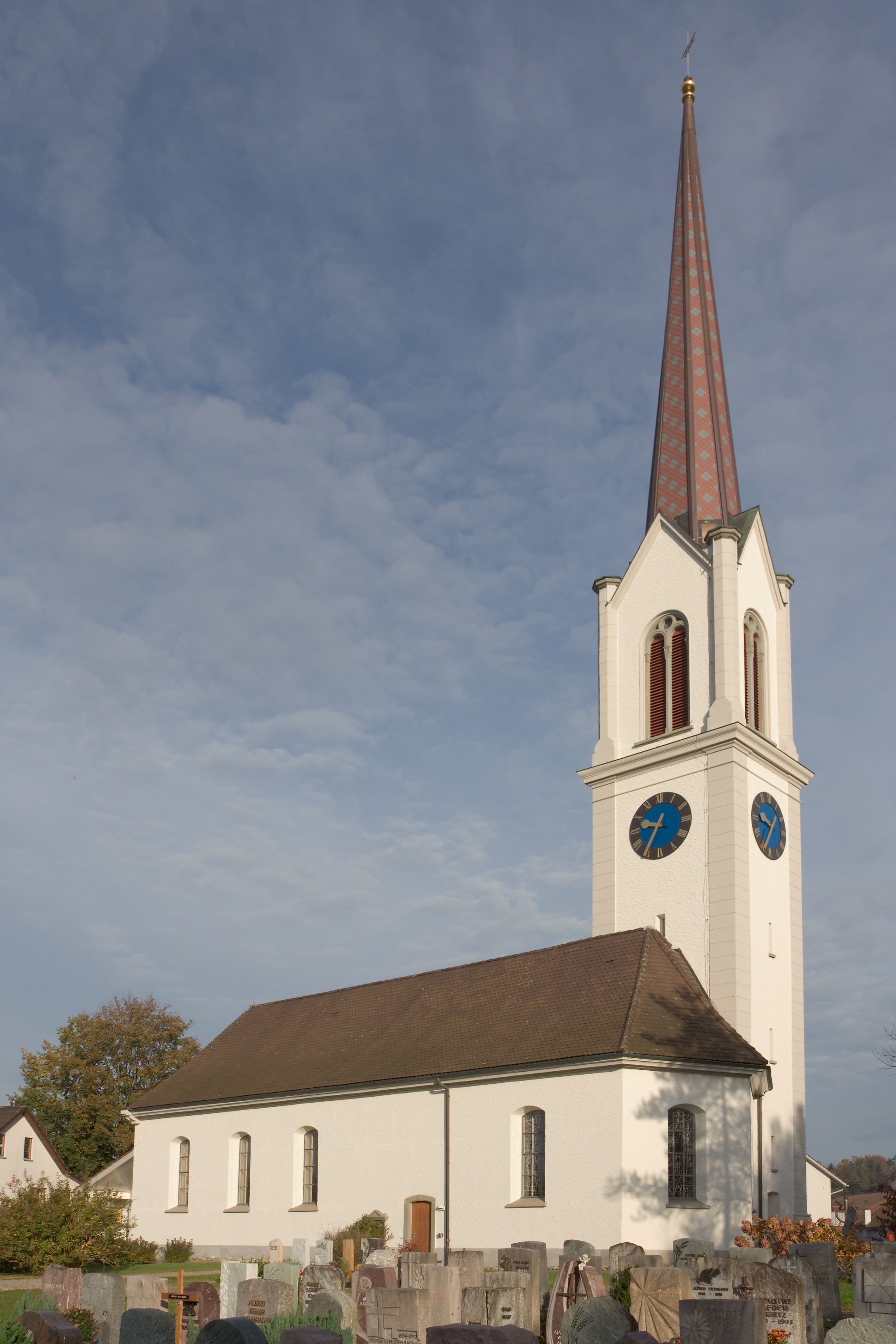
Evangelische Kirche

Der älteste Beleg für den Ortsnamen (Mazcingas) stammt aus dem Jahr 779. Es handelt sich um eine Bildung zum althochdeutschen Personennamen Maz(z)o mit dem Ortsnamensuffix -ing- ‚bei den Gefolgsleuten, der Sippe des Genannten‘.
Die Freiherren von Matzingen besassen im Hochmittelalter die niedere Gerichtsbarkeit. 1402 ging Matzingen an die Herrschaft Sonnenberg über, wo es bis 1798 verblieb. Die Dorfoffnung datiert von 1482. Von 1803 bis 1817 bildeten die Ortsgemeinde Matzingen und Stettfurt – ab 1812 mit Dingenhart, Halingen und Ristenbühl – die Munizipalgemeinde Matzingen.

Luftbild von Walter Mittelholzer aus dem Jahr 1920

894 hatte Matzingen eine Kirche, die zu Wängi gehörte. Kollator war das Stift St. Gallen, ab 1401 die Komturei Tobel. 1518 bildete Matzingen eine eigene Pfarrei und wurde 1529 reformiert.
In den Jahren 1971 und 1972 wurde die katholische Kirche St. Josef errichtet.
Jahrhundertelang dominierten Acker-, Obst- und Rebbau, wobei letzterer bis 1908 betrieben wurde. Nach 1850 setzten sich Vieh- und Milchwirtschaft mit einer Käserei durch. Matzingen besass von 1150 bis 1996 eine Mühle. 1863 wurde eine Hafnerei gegründet, 1866 eine Spinnerei, die man 1878 in eine Weberei umwandelte. Der Anschluss an die Frauenfeld-Wil-Bahn 1887 förderte die Ansiedlung neuer Firmen, u. a. eine Möbelfabrik. 1919 erfolgte die Errichtung der Mosterei Matzingen, die ab 1950 das aus Orangensaftlimonade und Most bestehende Getränk Halb-halb herstellte. Aus einer 1948 gegründeten Werkstätte für Landmaschinenbau entwickelte sich die Gehring Cut AG, die heute Produkte für den Fahrzeugbau und die Medizinaltechnik herstellt. Die Nationalstrasse A1 ermöglichte ab 1970 einen Aufschwung: Firmen der Metallbau- und Verpackungsindustrie liessen sich in Matzingen nieder. Von 1965 bis 2000 verdoppelte sich die Einwohnerzahl.

## Wappen
Blasonierung: Schwarzer Schild mit gelbem Bord.
Das Wappen stammt von den Freiherren von Matzingen, die im 14. Jahrhundert ausgestorben sind.

## Bevölkerung
Die Einwohnerzahl hat sich in den letzten Jahren deutlich erhöht. Lebten 1990 noch 1841 Menschen in der Gemeinde, waren es per 31. Dezember 2023 3111 Einwohner.
| Hier fehlt eine Grafik, die leider im Moment aus technischen Gründen nicht angezeigt werden kann. Wir arbeiten daran! |

| Jahr      | 1850 | 1900 | 1950 | 1980 | 1990 | 2000 | 2010 | 2018 | 2023 |
| Einwohner | 650  | 730  | 1026 | 1520 | 1841 | 2324 | 2529 | 2895 | 3096 |

Von den insgesamt 3096 Einwohnern der Gemeinde Matzingen am 31. Dezember 2023 waren 865 bzw. 27,9 % ausländische Staatsbürger. 916 (29,6 %) waren römisch-katholisch und 794 (25,6 %) evangelisch-reformiert. Die Ortschaft Matzingen zählte zu diesem Zeitpunkt 3010 Bewohner.

## Kirchen

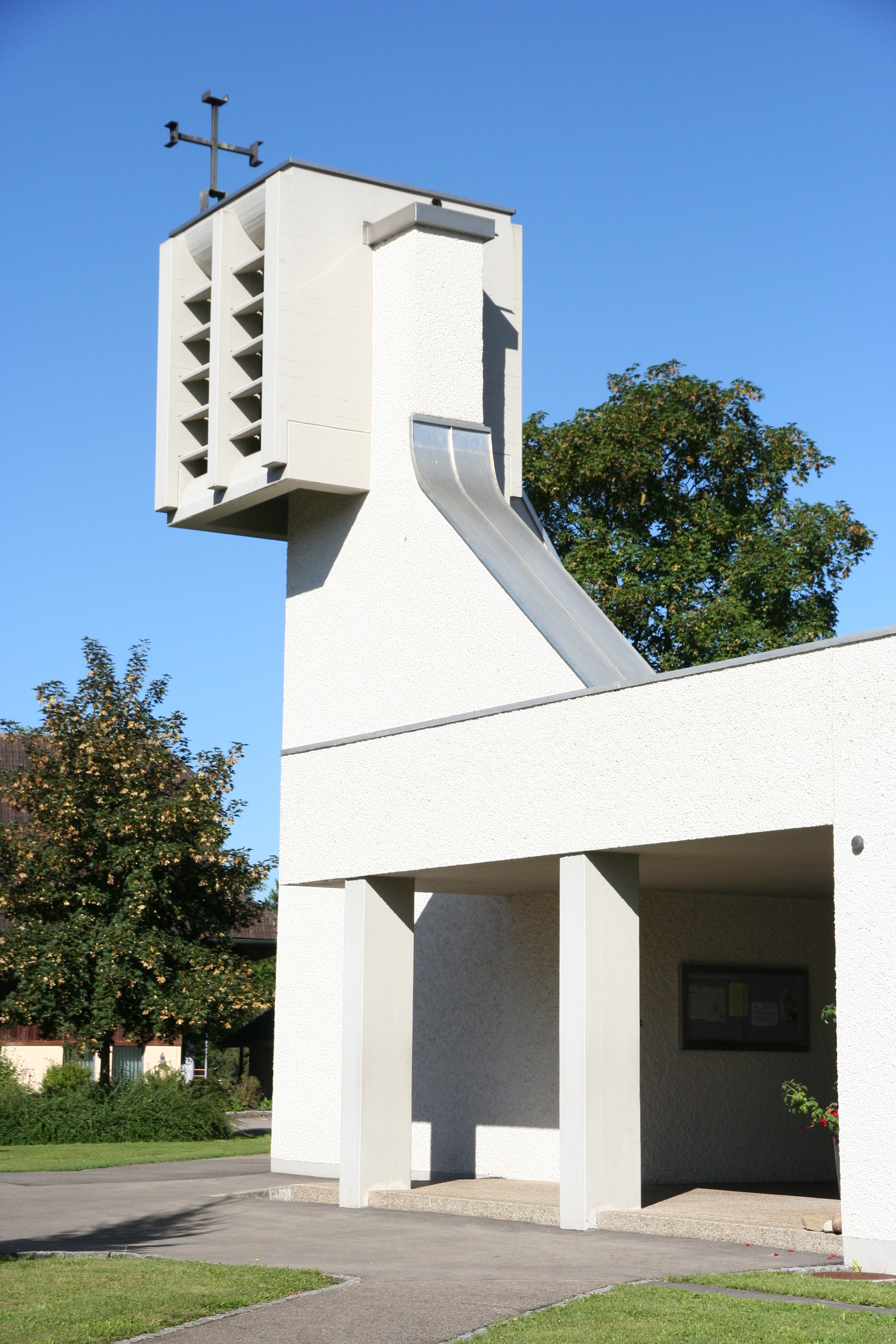
Die katholische Kirche von Matzingen

Die evangelische Kirche Verena beherbergt ein eigenes Pfarramt und blickt auf eine lange Geschichte zurück; sie wird 894 erstmals urkundlich erwähnt. Die katholische Kirche Heiliger Josef wurde 1971 geweiht und gehört zur Pfarrei Wängi. Die frei-evangelische Gemeinde Webi Matzingen wurde 1994 gegründet. Sie gehört zum Gemeinde-Verband BewegungPlus Schweiz.

## Wirtschaft und Verkehr
Im Jahr 2016 bot Matzingen 832 Personen Arbeit (umgerechnet auf Vollzeitstellen). Davon waren 4,4 % in der Land- und Forstwirtschaft, 51,1 % in Industrie, Gewerbe und Bau sowie 44,5 % im Dienstleistungssektor tätig.
Matzingen liegt an der Strecke der Frauenfeld-Wil-Bahn und ist ausserdem durch die Autobahn A1 erschlossen.